# José Rafael Carrera Turcios
José Rafael Carrera y Turcios (Cidade da Guatemala, 24 de outubro de 1814 – Cidade da Guatemala, 14 de abril de 1865), foi Presidente da Guatemala em duas ocasiões: entre 14 de dezembro de 1844 e 16 de agosto de 1848, e entre 6 de novembro de 1851 e 14 de abril de 1865.

## Carreira
Durante sua carreira militar e presidência, novas nações na América Central enfrentaram inúmeros problemas: as invasões de William Walker, as tentativas liberais de derrubar a Igreja Católica e o poder dos aristocratas, a Guerra Civil nos Estados Unidos, a revolta maia no leste, a disputa de fronteira de Belize com o Reino Unido e as guerras no México sob Benito Juárez. Isso levou a um aumento de caudilhos, um termo que se refere a líderes populistas carismáticos entre os povos indígenas.
 

Apoiado pela Igreja Católica, conservadores do clã Aycinena liderado por Juan José de Aycinena y Piñol e camponeses mestiços e indígenas, ele dominou a política nas primeiras três décadas da independência da Guatemala mais do que qualquer outro indivíduo. Ele liderou a revolta contra o governo liberal do estado de Mariano Gálvez na Guatemala e, em seguida, foi fundamental para quebrar a República Federal da América Central que os liberais queriam. Como resultado, uma vez que os liberais assumiram o poder na Guatemala em 1871, o caráter e o regime de Carrera foram descartados e demonizados, fazendo-o parecer um analfabeto que não conseguia nem escrever seu próprio nome e era um fantoche dos aristocratas. Ao longo dos anos, mesmo escritores marxistas que queriam mostrar como os guatemaltecos nativos foram explorados pelas elites ignoraram completamente o interesse de Carrera por eles e o acusaram de racismo e de ser um "pequeno rei".